# Левицька Анастасія Зіновіївна
А́настасія Зі́новіївна Ле́вицька (справжнє прізвище — Кашко; 16 листопада 1899, Куликівка — 6 листопада 1955, Харків) — українська актриса, оперна співачка (меццо-сопрано), музична педагогиня. Професор Харківської державної консерваторії. Солістка Київської (1927—1930) та Харківської опер (1930—1951). Народна артистка УРСР (1947). Дружина актора театру «Березіль» Олександра Сердюка та мати українського кіноактора Леся Сердюка.

## Біографія
Народилася 16 листопада 1899 року у селі Куликівка на Чернігівщина.
Закінчила Київський музично-драматичний інститут ім. М. В. Лисенка (1927; клас Олени Муравйової). Відтоді солістка — Київської (1927—1930 роки) та Харківської опер (1930—1951 роки).
У 1950—1955 роках викладала на кафедрі сольного співу Харківської державної консерваторії.
Померла 6 листопада 1955 року у Харкові.

## Репертуар
Виконала партію Одарки у фільмі-опері «Запорожець за Дунаєм» режисера Івана Кавалерідзе (1937).
Також виконувала партії:
- Любов — «Мазепа»;
- Даліла — «Самсон і Даліла» Сен-Санса;
- Мати — «Севастопольці» Коваля;
- Солоха — «Сорочинський ярмарок» Мусорзького;
- Аксінья, «Тихий Дон»;
- Настя — опера Лисенка «Тарас Бульба»;
- Любаша — «Царева наречена» Римського-Корсакова;
- Кармен — «Кармен» Бізе;
- Амнеріс.